# El Hadj Slimane
Le El Hadj Slimane (en arabe : الحاج سليمان), est l'un des deux premiers sous-marins de classe Kilo 877 de la marine de guerre algérienne, de conception soviétique. Le second est le Rais Hadj Mubarek.

## Armement
- Missiles : 1 SA-N-5 portable
- Torpilles : 6 tubes de 533 mm avec 12 torpilles 53-65 et 6 TEST-71ME
- Mines : 24 mines DM-1 à la place des torpilles
- 4 Missiles de croisière Kalibr Club-S 3M-14E d'une portée de 300 km pour des frappes terrestres ou anti-navires.

## Électronique
- 1 radar de veille surface Snoop Tray
- 1 sonar actif/passif d'attaque MGK.400 Shark Fin
- 1 sonar actif d'attaque MG.519 Mouse Roar
- 1 contrôle d'armes MVU.110 TFCS
- 1 détecteur radar Brick Pulp